# Deep Space Atomic Clock
Die Deep Space Atomic Clock (DSAC; englisch für Weltraum-Atomuhr) ist eine hochpräzise Quecksilberionen-Atomuhr, welche zur Erforschung der Navigation mit Atomuhren in der Raumfahrt genutzt wurde. Die DSAC ist die erste Atomuhr, die entwickelt wurde, um an Bord eines Raumfahrzeugs zu arbeiten, das sich außerhalb der Erdumlaufbahn befindet. Dementsprechend ist die Uhr vergleichsweise klein und hat etwa die Größe eines Toasters, dennoch ist sie extrem genau. Die Uhr verliert innerhalb von 10 Millionen Jahren ungefähr eine Sekunde an Genauigkeit. Damit ist sie um ein Vielfaches stabiler als die Uhren, die zurzeit in Satelliten genutzt werden. Die Entwicklung der Deep Space Atomic Clock wurde vom Jet Propulsion Laboratory der NASA in Pasadena geleitet, und gehört zum U.S. Air Forces Space Test Program 2 (STP-2).
Die DSAC wurde am 25. Juni 2019 an Bord einer SpaceX Falcon Heavy vom Kennedy Space Center in den Weltraum geschickt. Nach wochenlangen Tests im Orbit wurde sie am 23. August von den NASA-Ingenieuren aktiviert. Die Mission wurde am 18. September 2021 nach über zwei Jahren beendet.

## Funktionsweise

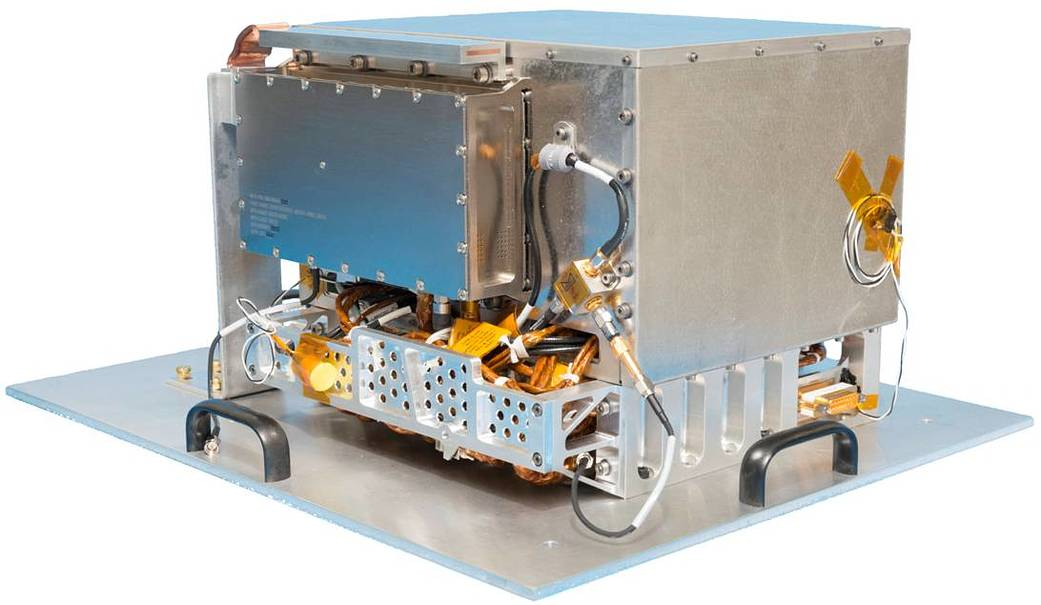
Außenansicht der DSAC

Atomuhren ermitteln die Zeit durch Messen der Schwingungen eines Quarzkristalls. Ein elektrischer Impuls wird durch den Quarz geschickt, sodass er gleichmäßig vibriert. Diese kontinuierliche Vibration wirkt wie ein Pendel und zeigt an, wie viel Zeit vergangen ist. Eine Atomuhr verwendet Atome, um bei ihren Messungen der Quarzschwingungen eine hohe Präzision zu erhalten. Die Länge einer Sekunde wird durch die Lichtfrequenz gemessen, die von bestimmten Atomen abgegeben wird. Atome in derzeitigen Uhren können jedoch empfindlich auf externe Magnetfelder und Temperaturänderungen reagieren. 
Die Deep Space Atomic Clock verwendet eine sehr geringe Menge Quecksilberionen, die in elektromagnetischen Fallen enthalten sind, die wiederum durch Magnetfelder geschützt werden, um Störungen, einschließlich Temperatur- und Magnetfeldschwankungen, zu vermeiden. Die Verwendung eines internen Geräts zur Steuerung der Ionen macht sie weniger anfällig für äußere Kräfte. Das Herzstück der Uhr ist eine kleine „Wolke“ dieser Quecksilberionen. Von der Uhr erzeugte Mikrowellenimpulse mit einer Hyperfeinübergangsfrequenz von 40,5 GHz werden in die Ionen geleitet, und einige der Ionen reagieren darauf, indem sie ihren Energiezustand ändern. Die Anzahl der Ionen, die ihren Zustand ändern, hängt davon ab, wie nahe der Mikrowellenimpuls an der richtigen Frequenz liegt. Durch Messen dieser Zahl kann ein Frequenzfehler berechnet und zur Korrektur der Frequenz eines Quarzoszillators verwendet werden, der in der Uhr integriert ist. Dieses Design vermeidet Laser, Kryotechnik oder Mikrowellenhohlräume und ermöglicht dadurch ein kleines und robustes Gerät, das weniger als 50 W Leistung verbraucht. Außerdem ist die Uhr nicht auf Verbrauchsmaterialien angewiesen, um zu funktionieren. Aufgrund der überaus hohen Präzision der Uhr, ist sie laut Guinness World Records die genauste Uhr im Weltall, sowie die erste Uhr, die eine solche Genauigkeit vorweisen kann.

## Mission

### Zweck
Heutzutage wird im Weltraum navigiert, indem Antennen auf der Erde verwendet werden, um Signale an Raumschiffe zu senden, die diese Signale dann zurück zur Erde senden. Atomuhren auf der Erde messen dann die Zeit, die ein Signal für diese Hin- und Rückreise benötigt. Dann kann das Bodenpersonal auf der Erde dem Raumschiff mitteilen, wo es sich befindet und wohin es sich bewegen soll. Diese Navigationsmethode bedeutet, dass Raumfahrzeuge, egal wie weit eine Mission im Sonnensystem entfernt ist, immer noch mit dem Boden verbunden sind und auf Befehle von unserem Planeten warten müssen. Diese Einschränkung wirft Probleme für zukünftige Mission zu einem anderen Planeten auf. Das heißt, dass sich für Roboter auf dem Mars oder an weiter entfernten Zielen das Warten auf die Signale für die Reise zu mehreren Minuten oder sogar Stunden summieren kann.⁣ Auch wenn bodengestützte Atomuhren sehr genau sind, sind ihre Designs zu sperrig und empfindlich gegenüber den Bedingungen im Weltraum, um für die Raumfahrt praktikabel zu sein. Um das Sonnensystem zu erforschen, brauchen die Astronauten an Bord eines Raumfahrzeugs einen besseren und schnelleren Weg, um zu wissen, wo sie sich befinden, idealerweise ohne Signale zur Erde zurücksenden zu müssen.
Die DSAC dient dazu, autonome Navigationssysteme im Weltraum zu erforschen. Raumschiffe hätten also ein eigenes System. Um dies zu erreichen, konzentriert sich die Mission auf die Stabilität der Uhr und ihre Fähigkeit, die Zeit über lange Zeiträume hinweg konstant zu messen, während sie in der Weltraumumgebung arbeitet. Je stabiler eine Uhr ist, desto länger kann sie ohne Hilfe von der Erde arbeiten. Außerdem soll sie zeigen, dass neue Technologie zuverlässig im Weltraum funktionieren kann. Solche Technologien sollen später in normalen Missionen integriert werden.

### Ablauf
Das Instrument befand sich auf dem Orbital Test Bed von General Atomics, das am 25. Juni 2019 an Bord einer Falcon Heavy, im Auftrag für die Weltraumtestprogramm-2-Mission des US-Verteidigungsministeriums, gestartet wurde. Das OTB beherbergte mehrere Nutzlasten, zu denen unter anderem die DSAC gehörte. In weniger als einem Jahr Betrieb hat die Mission ihr primäres Ziel erreicht, eine der stabilsten Uhren zu werden, die jemals im Weltraum geflogen sind. Sie war mindestens zehnmal stabiler als Atomuhren, die auf GPS-Satelliten genutzt werden. Um das System weiter zu testen, hat die NASA die Mission bis August 2021 verlängert. Das Team hat die zusätzliche Missionszeit genutzt, um die Daten zur Stabilität der Uhr weiter zu sammeln. Im September 2021, mehr als zwei Jahre nach dem Beginn der Mission, wurde der Satellit der Uhr abgeschaltet, was das Ende für die Mission bedeutete.

### Ergebnisse

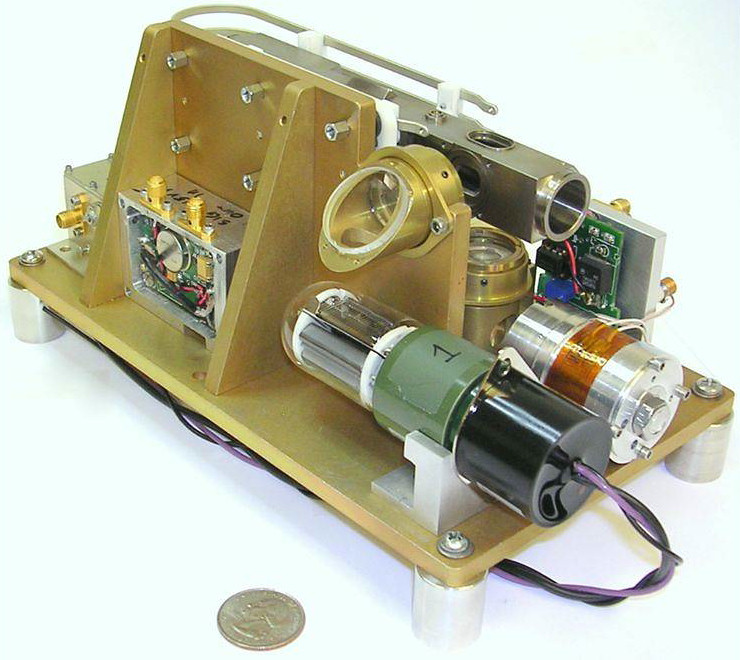
Modell der Deep Space Atomic Clock

Die Ergebnisse wurden in einer Publikation in der Zeitschrift Nature, die am 30. Juni 2021 veröffentlicht wurde, festgehalten. Dort wird berichtet, dass Weltraum-Atomuhren mit geringer Instabilität zwar eine grundlegende Technologie für die globale Navigation seien, man sie jedoch noch nicht auf die Weltraumnavigation angewendet habe. Daher wurden diese bis jetzt nur begrenzt genutzt. In dem Paper wird außerdem über die Fortschritte bei der Arbeit zur Verbesserung der Fähigkeit von weltraumgestützten Atomuhren, die Zeit über lange Zeiträume konsistent zu messen, geschrieben. Das Team berichtet von einer Stabilität, die nach mehr als 20 Betriebstagen zu einer Abweichung von weniger als vier Nanosekunden führt. Die Stabilität und die daraus resultierende Verzögerung sind etwa fünfmal besser als die, die das Team im Frühjahr 2020 gemeldet hat. Dies stellt keine Verbesserung der Uhr selbst dar, sondern der Messung der Stabilität der Uhr durch das Team. Längere Betriebszeiten und fast ein ganzes Jahr zusätzliche Daten haben es ermöglicht, die Genauigkeit ihrer Messung zu verbessern.
Seit Beginn der Mission hat die Uhr an Bord des Satelliten, laut General Atomics, mehr als 12.000 Erdumrundungen mit einer Gesamtlänge von mehr als 850 Millionen Kilometer absolviert.

## Deep Space Atomic Clock-2
Die NASA kündigte an, die Arbeit an dieser Technologie weiterzuführen. Die Deep Space Atomic Clock-2, eine verbesserte Version des ersten Modells, wird mit der VERITAS-Mission (kurz für Venus Emissivity, Radio Science, InSAR, Topography, and Spectroscopy) ins All geschickt. Wie bei ihrem Vorgänger ist das Ziel der neuen Atomuhr, die Navigationsfähigkeiten im Weltraum zu verbessern. Das vom JPL geleitete und vom Space Technology Mission Directorate (STMD) der NASA finanzierte Projekt könnte dazu beitragen, die autonome Navigation von Raumfahrzeugen zu ermöglichen und die radiowissenschaftlichen Beobachtungen bei zukünftigen Missionen zu verbessern. Die DSAC-2 soll bei gleicher Leistung kleiner sein, weniger Energie verbrauchen und langlebiger sein als die DSAC-1. Die Erfahrungen, die durch die DSAC-1 gesammelt wurden, sollen in die Konzeption und Entwicklung der DSAC-2 einfließen. Dadurch sollen Verbesserungen an der Atomuhr vorgenommen und ein leichter herzustellenden Designs entwickelt werden. Weiterhin soll sie so konzipiert sein, dass sie eine mehrjährige Mission wie VERITAS unterstützt. Die Deep Space Atomic Clock-2, soll frühestens 2031 mit der VERITAS-Mission zur Venus fliegen.